# Symphimus mayae
La culebra maya de labios blancos (Symphimus mayae) es una especie de serpiente que pertenece a la familia Colubridae.

## Descripción
Son culebras de talla mediana, llegan alcanzar una longitud hocico cloaca de 50 cm. Su cola abarca el 60% de la longitud hocico cloaca. Poseen ojos medianos con pupilas redondas. La cabeza es alargada de color bronceado y se diferencia mucho del cuello, las escamas del hocico son de color crema. Su dorso es de color gris bronceado con una línea un poco oscura que se extiende a lo largo del cuerpo. El vientre es de color bronceado o gris. La escama anal está divida.

## Ecología
Es de hábitos terrestres y arborícolas, de actividad generalmente diurna. Habita en la selva baja espinosa, selva baja caducifolia, selva mediana, selva húmeda, selva alta perennifolia y sabanas.Su rango altitudinal oscila entre 0 y 300 m s. n. m. Su reproducción es ovípara. Se alimenta principalmente de saltamontes y grillos.

## Importancia médica
Es una culebra con dentición opistoglifa, no es venenosa.

## Distribución
Es endémica de la península de Yucatán en México y del norte de Belice.

## Etimología
El epíteto especifico, mayae, se refiere a los mayas de la península de Yucatán.